# Carlos Prada Sanmiguel

Bischofswappen von Carlos Prada Sanmiguel

Carlos Prada Sanmiguel (* 27. Dezember 1939 in Floridablanca, Departamento de Santander, Kolumbien; † 16. August 2013 in Bogotá, Kolumbien) war Bischof von Duitama-Sogamoso.

## Leben
Carlos Prada Sanmiguel studierte Philosophie am Regional-Priesterseminar von Pamplona (NS) und Katholische Theologie am dortigen Großen Priesterseminar St. Thomas von Aquin. Er empfing am 6. Februar 1966 in Bucaramanga das Sakrament der Priesterweihe. Er war im Bistum Bucaramanga tätig und von 1966 bis 1968 Spiritual des Kleinen Seminars von Floridablanca. An der Päpstlichen Universität der Salesianer in Rom studierte er Pädagogik und Philosophie sowie Christliche Archäologie am Pontificio Istituto di Archeologia Cristiana in Rom.
1972 wurde er Sekretär des Erzbischofs von Bucaramanga sowie Kaplan des Colegio de la Presentación in Bucaramanga. 1974 bis 1985 war er Regens des Priesterseminars von Bucaramanga. Von 1986 bis 1988 leitete er die Abteilung für Seminaristen und Berufungen des Secretariado Permanente del Episcopado Colombiano (SPEC).
Am 20. Januar 1988 ernannte ihn Papst Johannes Paul II. zum Titularbischof von Baliana und bestellte ihn zum Weihbischof in Medellín. Der Erzbischof von Medellín, Alfonso Kardinal López Trujillo, spendete ihm am 20. Februar desselben Jahres die Bischofsweihe; Mitkonsekratoren waren der Apostolische Nuntius in Kolumbien, Erzbischof Angelo Acerbi, und der Erzbischof von Bucaramanga, Héctor Rueda Hernández. Als Wahlspruch wählte er Exaltavit humiles. 
Am 21. Juni 1994 ernannte ihn Johannes Paul II. zum Bischof von Duitama-Sogamoso. Papst Benedikt XVI. nahm am 15. Oktober 2012 das von Carlos Prada Sanmiguel aus gesundheitlichen Gründen vorgebrachte Rücktrittsgesuch an.